# Pontecagnano Faiano
Pontecagnano Faiano község (comune) Olaszország Campania régiójában, Salerno megyében.

## Fekvése
A megye északnyugati részén fekszik. Határai: Battipaglia, Bellizzi, Giffoni Valle Piana, Montecorvino Pugliano és Salerno. A Picentini-hegység lábainál fekszik, a Picentino és Tusciano folyók között.

## Története
Egyes vélemények szerint az ókori Picentia helyén alakult ki, amely az etruszkok egyik fontos városa volt. A rómaiak i.e. 268-ban pusztították el, lakosait pedig valószínűleg a mai Marche területére deportálták. Ezen eseményekről Sztrabón és idősebb Plinius írásaiban is találhatók feljegyzések. A középkortól kezdődően nemesi birtok volt, viszont a mocsaras talaj miatt gyakoriak voltak a maláriajárványok ezért gyéren lakták. A 19. században, amikor a Nápolyi Királyságban felszámolták a feudalizmust Montecorvino része lett. Önálló községgé 1911-ben vált.

## Népessége
A népesség számának alakulása:

## Főbb látnivalói
- a régészeti park, amelyben az ókori Picentia romjai láthatók
- San Benedetto-templom